# Cartagena Club de Fútbol
El Cartagena Club de Fútbol fue un club de fútbol de la ciudad de Cartagena, Región de Murcia. Fue fundado en 1919 y desapareció en 1952. Su mayor éxito fue alcanzar la Segunda División, categoría donde militó seis temporadas.

## Historia
Se fundó el 19 de septiembre de 1919 como Cartagena Foot-ball Club. La temporada 1928-29 formó parte de la primera edición de la Segunda División, aunque quedando encuadrado en el Grupo B, equivalente a una Tercera División, y ese mismo año desciende a la recién creada Tercera División.
Desde 1929 hasta 1934 el Cartagena milita en Tercera División, protagonizando dos intentos fallidos de ascenso a la categoría de plata. En 1930 pierde en semifinales de promoción ante el Club Deportivo Castellón, y en 1933 hace lo propio ante el Sabadell.
En 1934 desciende a categoría regional y dos años después ascendió de nuevo a Segunda División en la eliminatoria que le enfrentó al CD Villarreal, por un global de 6-3, ganando 5-0 en el Almarjal y cayendo derrotado 3-1 en Villarreal. Corría el año 1936 y estalló la Guerra Civil, y a su fin, en 1939, se respetaron los ascensos anteriores a la guerra y el Cartagena volvía a Segunda División. Durante la temporada 1939/1940 compitió en el grupo IV de la Segunda División española junto a Real Murcia, Ferroviaria de Madrid, Alicante CF, Imperio de Madrid, Burjassot CF, Elche CF y el Imperial Murcia, finalizando la campaña en 5º lugar y manteniendo la categoría. La siguiente temporada, la 1940/1941, compitió en el grupo II de la Segunda División española junto a otros once conjuntos, que fueron: CD Castellón, Granada CF, Levante UD, Girona FC, CD Malacitano, Xerez FC, Real Betis, Cádiz CF, CE Sabadell, C.D. Córdoba y CF Badalona. Finaliza la campaña en 10º lugar y salva la categoría por delante de Córdoba y Badalona. La temporada 1941/1942, compitió en el grupo III de la Segunda División española, descendiendo a Regional, (ya que la Tercera había sido suprimida para dicha temporada) al finalizar la temporada en 10º lugar de un grupo conformado por: Real Betis, Real Murcia, Cádiz CF, Malacitano, Ceuta, Elche CF y CD Jerez.
En 1941, como consecuencia de la prohibición de extranjerismos decretada en España, cambió de nombre a Cartagena Club de Fútbol, nombre que mantendría hasta su desaparición.
En 1943 se asciende de nuevo a Tercera División, y la travesía durará seis temporadas hasta que en 1949 se logra el ascenso a Segunda División.
Durante la campaña 1949/1950, el club compite en el grupo II de la Segunda División española junto a otros 15 equipos, que fueron: CD Alcoyano, Real Murcia, AD Plus Ultra, UD Salamanca, Atlético Tetuán, CD Mestalla, Albacete Balompié, RCD Córdoba, Granada CF, Hércules CF, RCD Mallorca, Real Balompédica Linense, Levante UD, Elche CF y CD Castellón. Finaliza la temporada como 14º clasificado y debe disputar una eliminatoria por la permanencia que logra vencer ganando por 3-0 al Imperial consiguiendo así la permanencia en Segunda.
La temporada 1950/1951 compite de nuevo en el grupo II de la Segunda División, finalizando en el puesto 11º de un total de 15 equipos.
En 1952 vuelve a competir en el grupo II de la Segunda División, finalizando en el puesto 15º y descendiendo a Tercera División. Además, debido a los impagos por parte del club, la RFEF desciende administrativamente al Cartagena Club de Fútbol a la categoría de Regional y se disuelve el 10 de agosto de 1952. Es entonces cuando el Cartagena Fútbol Club Efesé coge el testigo y, tomando los distintivos del club desaparecido, se convierte en el primer equipo de la ciudad.

## Datos del club
- Temporadas en 1ª: 0
- Temporadas en 2ª: 6
- Temporadas en 2ªB: 11
- Temporadas en 3ª: 12
- Temporadas en Territorial Preferente: 3

| Temporada | División | Posición |
| --------- | -------- | -------- |
| 1928/29   | 2.ª      | 10th     |
| 1929/30   | 3.ª      | 1st      |
| 1930/31   | 3.ª      | 3rd      |
| 1931/32   | 3.ª      | 2nd      |
| 1932/33   | 3.ª      | 1st      |
| 1933/34   | 3.ª      | 6th      |
| 1934/35   | Regional | —        |
| 1935/36   | Regional | —        |
| 1939/40   | 2.ª      | 5th      |
| 1940/41   | 2.ª      | 10th     |
| 1941/42   | 2.ª      | 8th      |

| Season  | Division | Place | Copa del Rey |
| ------- | -------- | ----- | ------------ |
| 1942/43 | Regional | —     |              |
| 1943/44 | 3.ª      | 5th   |              |
| 1944/45 | 3.ª      | 7th   |              |
| 1945/46 | 3.ª      | 4th   |              |
| 1946/47 | 3.ª      | 3rd   |              |
| 1947/48 | 3.ª      | 2nd   |              |
| 1948/49 | 3.ª      | 3rd   |              |
| 1949/50 | 2.ª      | 15th  |              |
| 1950/51 | 2.ª      | 11th  |              |
| 1951/52 | 2.ª      | 16th  |              |

## Uniforme
- Uniforme Titular: Camisa blanca, pantalón y medias negras
- Uniforme Visitante: Camisa, pantalón y medias blancas

Evolución del uniforme
| 1920-1923 | 1923-1926 | 1926-1928 | 1928-1934 | 1934-1941 | 1941-1946 | 1946-1951 | 1951-1952 |

## Palmarés
- Subcampeón de la Tercera División (1): 1947/48